# Carolina Barrantes
Carolina Barrantes es una telenovela colombiana producida por RCN Televisión en 1998. La telenovela es una historia original de Fernando Gaitán. Estuvo protagonizada por Susana Torres, Manolo Cardona y Rafael Novoa, cuenta con las participaciones antagónicas de Adriana Ricardo, Edgardo Román, Gerardo de Francisco y Adriana Vera y con las actuaciones estelares de Gustavo Angarita, Ana María Kamper, Teresa Gutiérrez, Luis Eduardo Arango, Nórida Rodríguez y Jorge Cárdenas.

## Sinopsis
Don Alfredo Barrantes (Álvaro Ruiz), despótico y arrogante hacendado, fue asesinado junto a su esposa por los habitantes del pueblo "La Magdalena", porque estaban cansados de que los trataran como esclavos. Don Alfredo y su descendencia fueron condenados a cargar con una maldición. Pero lo que no sabían es que Dolores, una de las criadas, fue violada por Alfredo y de este hecho quedó embarazada.
Dolores, temerosa de lo que podía pasarle a ella y a su hijo con la muerte de Barrantes, huye, y terminado su embarazo tiene a una tierna niña, Carolina. Años más tarde la mujer muere, dejando a su hija en manos de una amiga, Bárbara (Nórida Rodríguez), quién trata de devolverla a la hacienda "Los Cristales", propiedad de Alfredo Barrantes, ahora en manos del antiguo capataz, Don Joaquín (Gustavo Angarita) y su esposa Doña Leonor (Leonor Arango), abuelos de Luis (Rafael Novoa). 
Carolina (Susana Torres), al regresar a su pueblo, ignora que es dueña de la hacienda "Los Cristales", de la mayoría de las propiedades del pueblo, y de las deudas de todos los habitantes, y además, qué por sus venas corre sangre maldita. En su ausencia, los habitantes se apoderaron de todo en el pueblo y esperan ansiosos a que se termine el plazo legal existente para que el verdadero heredero regrese y reclame sus tierras, cada año se reúnen y celebran el aniversario de la muerte de Barrantes, como un ritual por el fin de su tiranía.
Carolina, quién desconoce sus raíces, llega como hija de Bárbara, ahora la criada de la hacienda, siendo acogida por Don Joaquín (cómplice en el asesinato de sus patrones) y su mujer. Ellos saben que Carolina es la hija de Don Alfredo Barrantes, pero impedirán que ella se entere, reclame sus tierras, y deje descendencia. Cada vez que se le acerca un hombre y ella se enamora, la maldición despierta rompiendo vidrios y espejos, desatando tormentas, y la sed ambiciosa de los habitantes de "La Magdalena" que quieren encontrarla para acabar con ella e impedir que siga amando. 
Carolina, desde su niñez, ha estado enamorada de David (Manolo Cardona), pero, para impedir que siguiera amándolo, al cumplir 18 años es enviada a estudiar a Bogotá. La joven queda en manos de Luis (Rafael Novoa), nieto de Don Joaquín y Leonor. Luis está casado con Virginia Del Castillo (Adriana Ricardo), una mujer rica, hija del mafioso Mario Del Castillo (Gerardo de Francisco). A pesar de la esterilidad de Virginia, ella no permitirá que su esposo se aleje de ella. Así que prepara un perverso plan en el que inseminará a Carolina, sin ella saberlo, para luego arrebatarle a su hijo. Carolina queda embarazada, pero no puede creerlo porque nunca mantuvo relaciones con nadie. Luis, enamorado de ella, se da cuenta del malévolo plan de su esposa y se encargará de proteger a Carolina.
En el pueblo ya saben quién es Carolina, lo que despierta la avaricia de los habitantes que estarán dispuestos a eliminarla, desatando dolor y tragedia en esas tierras.

## Elenco
- Susana Torres - Carolina Duarte / Carolina Barrantes Ibarra
- Manolo Cardona - David Molina Suárez
- Rafael Novoa - Luis Rivas Vasconcellos
- Gustavo Angarita - Don Joaquín Rivas
- Adriana Ricardo - Virginia Del Castillo Mendoza de Rivas
- Luis Eduardo Arango - Doctor Nicolás Rubio
- Edgardo Román - Pedro Sánchez
- Jorge Cárdenas - Gregorio Duque
- Leonor Arango - Doña Leonor Vargas de Rivas
- María Fernanda Martínez - Jimena Valverde De Sánchez
- Ana María Kamper - Rita Suárez De Molina
- Teresa Gutiérrez - Rita
- Rodrigo Obregón - Rodrigo Molina
- Gerardo de Francisco - Mario Del Castillo
- Adriana Vera - Myriam Sánchez Velarde
- Humberto Arango - Don Benjamín
- Jennifer Steffens - Maritza Vasconcellos De Rivas
- Nórida Rodríguez - Bárbara Duarte
- Álvaro Ruiz - Don Alfredo Barrantes (†)
- Alma Cruz - Dolores Ibarra (†)
- Alicia de Rojas- Betina
- Santiago Bejarano - Rubén Samaniego
- Óscar Mauricio Rodríguez -  Supuesto Manuel Ibarra
- Natalia Betancurt - Silvana
- Oscar Salazar
- Eleazar Osorio
- Héctor Rivas
- Cecilia Navia - Margarita